# Sentencia atómica
En lógica, una sentencia atómica es un tipo de sentencia declarativa que puede ser verdadera o falsa (también puede ser referido como una proposición, declaración o portador de la verdad) y que no puede ser dividida en otras sentencias más simples. Por ejemplo, "El cachorro corrió" es una sentencia atómica en lenguaje natural, mientras que "El cachorro corrió y el gato se escondió" es una sentencia molecular en lenguaje natural.
A partir de un análisis lógico, la verdad o falsedad de sentencias, en general, es determinada solo por dos cosas: la forma lógica de la sentencia y de la verdad o falsedad de sus sentencias simples. Eso quiere decir, por ejemplo, que la verdad de la sentencia "Juan es griego y Juan es feliz" es una función del significado de "y", y de los valores de verdad de las sentencias atómicas "Juan es griego" y "Juan es feliz ". Sin embargo, la verdad o falsedad de una sentencia atómica no es una cuestión que está dentro del escopo de la lógica en sí, pero sí, sobre que  arte o ciencia el contenido de la sentencia atómica está hablando.
La lógica ha desarrollado lenguajes artificiales. Por ejemplo, la  lógica proposicional y lógica de primer orden parten de la finalidad de revelar la lógica subyacente de los enunciados del lenguaje natural. La gramática superficial de esas declaraciones puede ocultar la estructura lógica subyacente; véase Filosofía analítica. En esas lenguas artificiales una sentencia atómica es una secuencia de símbolos que pueden representar una sentencia elemental en un lenguaje natural,  y puede ser definida de la maneras presentadas abajo.
En un lenguaje formal, una fórmula bien formada (o fbf) es una secuencia de símbolos constituida en conformidad con las reglas de la sintaxis del lenguaje. Un término es una variable, una constante individual o una función n-ária seguida por n términos. Una fórmula atómica es una fbf compuesta por una letra sentencial o una letra de predicado n-ária seguido por n términos. Una sentencia es una fbf en la cual las variables están vinculadas. Una sentencia atómica es una fórmula atómica que no contiene variables. Como resultado, una sentencia atómica no contiene conectivos lógicos, variables o cuantificadores. Una sentencia constituida por una o más sentencias y un conectivo lógico es una compuesta (o sentencia molecular).

## Ejemplos
Como ejemplo, considere F, G, H, letras que representan predicados;  a, b, c, constantes individuales; x, y, z, variables; y siendo p una letra sentencial. A partir de ahí, las siguientes fbfs son sentencias atómicas:
- F(x)
- G(a, z)
- H(b, a, c)

### Oraciones compuestas
Las siguientes fbs no son fórmulas atómicas pero son formadas a partir de fórmulas atómicas usando conectivos lógicos. Ellas no son sentencias pues contiene variables libres. (Son fórmulas compuestas):
- ∀x (F(x))
- ∃z (G(a, z))
- ∃x ∀y ∃z (H(x, y, x))
- ∀x ∃z (F(x) ∧ G(a, z))
- ∃x ∀y ∃z (G(a, z) ∨ H(x, y, z))

### Sentencias compuestas
Las siguientes fbfs son sentencias pero no son atómicas (pues no son fórmulas atómicas). (Son sentencias compuestas):
- ∀x (F(x))
- ∃z (G(a, z))
- ∃x ∀y ∃z (H(x, y, x))
- ∀x ∃z (F(x) ∧ G(a, z))
- ∃x ∀y ∃z (G(a, z) ∨ H(x, y, z))

### Fórmulas compuestas
Estas fbf son fórmulas compuestas. No son fórmulas atómicas, sino que se construyen a partir de fórmulas atómicas que usan conectivos lógicos. Tampoco son oraciones porque contienen variables libres:
- F(x) ∧ G(a, z)
- G(a, z) ∨ H(x, y, z)

## Interpretaciones
Una sentencia puede ser verdadera o falsa bajo una interpretación que atribuye valores para las variables lógicas. Podemos por ejemplo, hacer las siguientes atribuciones:
Constantes Individuales
- a: Sócrates
- b: Platón
- c: Aristóteles

Predicados:
- Fα:  α está durmiendo
- Gαβ:  α odia β
- Hαβγ: α hizo β batir en γ

Variables sentenciales:
- p:  Está lloviendo.

Bajo esa interpretación las sentencias discutidas arriba representarían las siguientes declaraciones en español:
- p: "Está lloviendo."
- F(a): "Sócrates está durmiendo."
- H(b, a, c): "Platão hizo que Sócrates golpeara a Aristóteles."
- ∀x (F(x)): "Todos están durmiendo."
- ∃z (G(a, z)): "Sócrates odia a alguien."
- ∃x ∀y ∃z (H(x, y, z)): "Alguien hizo todos batan en alguien." (Ellos pueden no haber todos batir la misma persona z, pero todos hicieron eso porque de la misma persona x.)
- ∀x ∃z (F(x) ∧ G(a, z)): "Todos están durmiendo y Sócrates odia a alguien."
- ∃x ∀y ∃z (G(a, z) ∨ H(x, y, z)): "O Sócrates odia alguien o alguien hizo todos golpeen a alguien."

## Traduciendo frases de un lenguaje natural para un lenguaje artificial
Las sentencias en lenguajes naturales pueden ser ambiguas, mientras los lenguajes de la lógica sentencial y de la lógica de predicados son precisas. La traducción puede revelar tales ambiguidades y expresar con precisión el significado pretendido.
Por ejemplo, observe la sentencia en español "El Padre Ted casó a Jack con Jill". ¿Eso significa que Jack se casó con Jill? En la traducción debemos hacer las siguientes atribuciones:
 Constantes individuales:

- a: Padre Ted
- b: Jack
- c: Jill

Predicados
- Mαβγ: α ofició la boda de β y γ.

Usando esas atribuciones la sentencia arriba puede ser traducida de la siguiente manera: 

- M(a, b, c): Padre Ted ofició la boda de Jack y Jill.
- ∃x ∃y (M(a, b, x) ∧ M(a, c, y)): PadreTed ofició la boda Jack con alguien y Padre Ted oficiou la boda de Jill con alguien.
- ∃x ∃y (M(x, a, b) ∧ M(y, a, c)): Alguien ofició la boda de Padre Ted con Jack y alguien ofició la boda de Padre Ted con Jill.

Para establecer cuál es la traducción correcta de "El Padre Ted casó a Jack y Jill", sería necesario preguntar al orador exactamente cual el sentido de la sentencia.

## Significado Filosófico
Las sentencias atómicas son de particular interés en la lógica filosófica y en la teoría de la verdad y, se ha discutido que existen correspondientes hechos atómicos. Una sentencia atómica (o, posiblemente, el significado de una sentencia atómica) es llamada de proposición elemental por Wittgenstein y de proposición atómica por Russell:
- 4.2 El sentido de una proposición es su concordancia y discordancia con la posibilidad de existencia y no existencia de estados de cosas. 4.21 El tipo más simple de proposición (una proposición elemental) afirma la existencia de un estado de cosas.: Wittgenstein, Tractatus Logico-Philosophicus, s:Tractatus Logico-Philosophicus.
- Una proposición (verdadera o falsa) afirmando un hecho atómico, es llamada de proposición atómica.: Russell, Introduction te lo Tractatus Logico-Philosophicus, s:Tractatus Logico-Philosophicus/Introduction
- Véase también[2] y[3] especialmente en relación la proposición elemental y proposición atómica como discutido por Russell y Wittgenstein.

Observe la distinción entre una proposición elemental/atómica y un hecho atómico.
Ninguna sentencia atómica puede ser deducida a partir de cualquier otra sentencia atómica, no existen dos sentencias atómicas incompatibles, y no existen conjuntos de sentencias atómicas que son auto contradictorios. Wittgenstein habló mucho de eso en su Tractatus Logico-Philosophicus. Si hubiera cualesquier sentencias atómicas, entonces debe haber "hechos atómicos", que corresponden a las sentencias que son verdaderas y, la conjunción de todas las sentencias atómicas verdaderas diría todo lo que fue  la hipótesis, o sea, "el mundo", ya que, en consonancia con Wittegenstein "el mundo es todo lo que es la hipótesis". (TLP: 1). De la misma forma el conjunto de todos los conjuntos de sentencias atómicas corresponde al conjunto de todos los mundos posibles (todo lo que podría ser la hipótesis).
La T-schema, que incorpora la teoría de la verdad propuesta por Alfred Tarski, define la verdad de sentencias arbitrarias a partir de la verdad de las sentencias atómicas.